# Đảng Cộng hòa Liên bang Dân chủ Santiago de Cuba
Đảng Cộng hòa Liên bang Dân chủ Santiago de Cuba (tiếng Tây Ban Nha: Partido Republicano Federal Democrático de Santiago de Cuba) là một chính đảng ở miền đông Cuba.
Ban Tổ chức của đảng được thành lập ngày 5 tháng 3 năm 1899. Các thành viên trong Ban Tổ chức gồm có Tiến sĩ Joaquín Castillo Duany, Tiến sĩ Guillermo Fernández Mascaró, Luis Hechavarría, Emiliano Gómez, Lic. Aurelio Penabaz và Lino Dou Ayllón. Đảng này lên tiếng ủng hộ Tu chính án Platt.
Năm 1900, đảng chính thức sáp nhập vào Đảng Liên minh Dân chủ, đối lập với ảnh hưởng ngày càng tăng của Đảng Quốc gia Cuba.